# Légataire universel
Un legs universel est un système de legs dans lequel le légataire possède un droit sur l'ensemble des biens de la succession mais reste redevable des dettes. Il ne doit pas être confondu avec le legs à titre universel.

## Canada

### Québec
Le legs universel est prévu à l'article 732 du Code civil du Québec : « Le legs universel est celui qui donne à une ou plusieurs personnes vocation à recueillir la totalité de la succession » . En cas de caducité du legs particulier ou de caducité du legs à titre universel, le legs universel peut attirer vers lui le contenu de ces legs en raison de son pouvoir d'attraction externe.

## France
En France, un legs universel est décrit par l'article 1003 du Code civil qui dispose :

« Le legs universel est la disposition testamentaire par laquelle le testateur donne à une ou plusieurs personnes l'universalité des biens qu'il laissera à son décès. »

— Article 1003 du Code civil

## Sources